# Сенполно Крајењскје
Сенполно Крајењскје (пољ. Sępólno Krajeńskie) град је у Пољској у Војводству кујавско-поморском. По подацима из 2012. године број становника у месту је био 9332.

## Становништво
| 2012. |
| ----- |
| 9.332 |